# 浄圓寺 (小山市)
浄圓寺 （じょうえんじ）は、栃木県小山市にある単立寺院。山号は本如山（ほんにょさん）。

## 歴史
- 1303年（乾元2年） - 太夫阿闍梨 日尊により建立される。
- 1992年（平成4年）11月12日 - 当時の住職と総代の決定で日蓮正宗から宗派離脱。
- 1993年（平成5年）
  - 9月9日 - 日蓮正宗は代替寺院として小山市内に教徳院を建立。
  - 10月12日-創価学会は当時の住職の厚意による申出で同寺の寺宝である大石寺第二十六世法主 日寛が書写した享保五年(1720年)の書写本尊を御形木御本尊にし会員に付与を開始。

### 山号・寺号
天和2年（1682年）の日精書写本尊に「常圓寺」と出てくるのを始めとする。
享保5年（1720年）6月13日の日寛書写御本尊に、山号、寺号が現在の如く、明確になってくる。

## 所在地
- 栃木県小山市大字小薬333

## 交通アクセス
- 東北自動車道栃木インターチェンジから車で20分
- 両毛線思川駅から車で5分